# Lindweiler (Blankenheim)

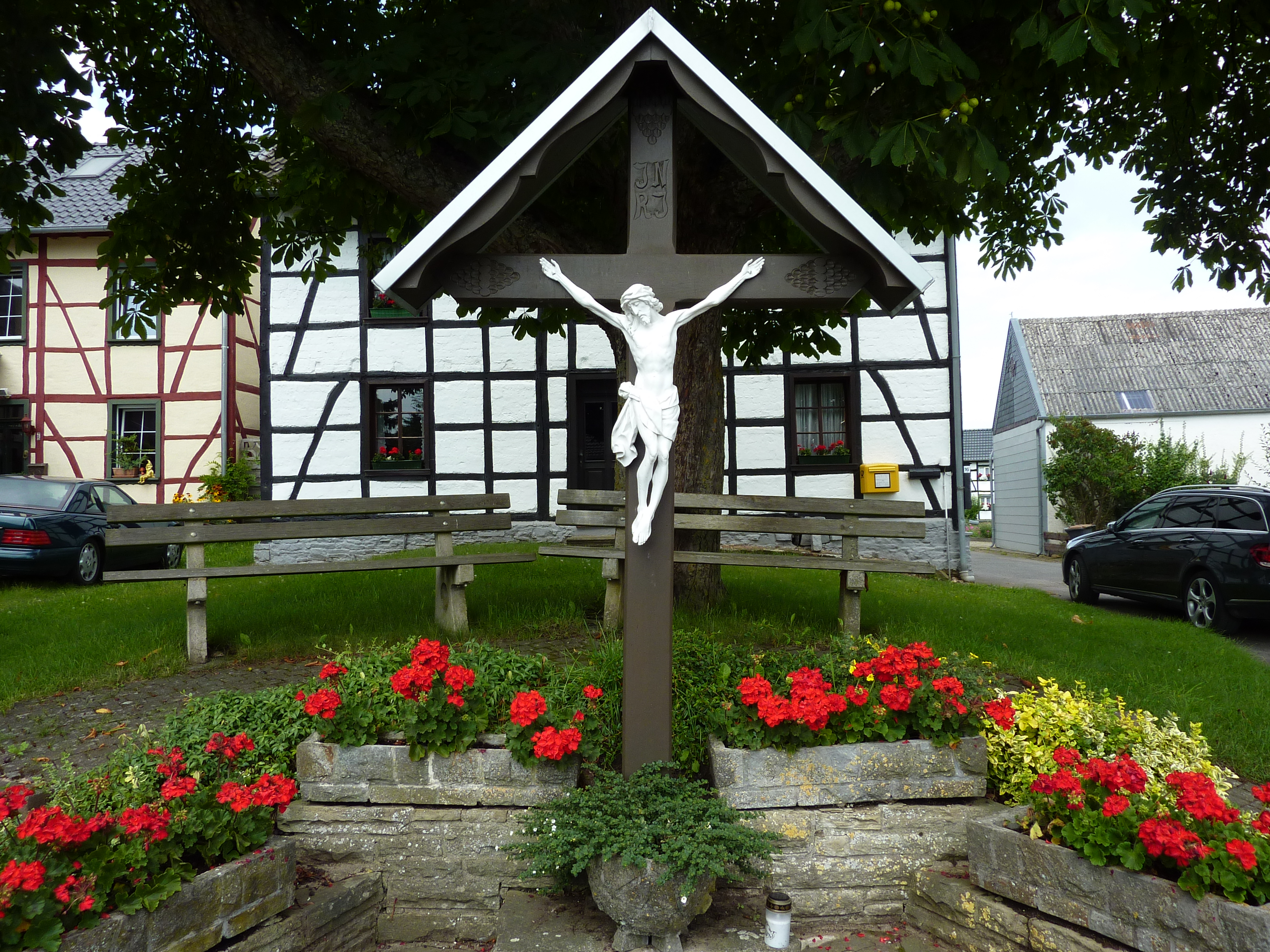
Lindweiler, Münstergasse

Lindweiler is een plaats in de Duitse gemeente Blankenheim (Ahr), deelstaat Noordrijn-Westfalen, en telt 120 inwoners (2003).